# Regering-Maraite II
De regering-Maraite II (13 november 1990 - 13 juni 1995) was de derde regering van de Duitstalige Gemeenschap, onder leiding van Joseph Maraite. De regering bestond uit een tripartite van CSP, SP en PFF. Ze volgde de regering-Maraite I op, na de verkiezingen van 28 oktober 1990 en werd opgevolgd door de regering-Maraite III, die gevormd werd na de verkiezingen van 21 mei 1995.

## Verloop
Op 8 maart 1994 werd er tussen de gewesten, de gemeenschappen en de federale regering een akkoord gesloten over het Belgische buitenlands beleid. Dat akkoord werd in het Egmontpaleis ondertekend door de federale minister van Buitenlandse Zaken Willy Claes, de Vlaamse minister-president Luc Van den Brande, de Waalse minister-president Robert Collignon, vicevoorzitter Jos Chabert van het Brusselse gewest, minister Michel Lebrun van de Franse gemeenschap, en voorzitter Joseph Maraite van de Duitstalige gemeenschapsregering. 
Het Verdrag van Maastricht maakte het mogelijk dat België in de ministerraden vertegenwoordigd werd door een minister van de gewesten of gemeenschappen. Het Belgische akkoord daarover voorzag vooreerst in een systeem van overleg en coördinatie omtrent de Belgische standpunten in de Europese ministerraden. Voor elke zitting pleegden de federale en regionale overheden overleg, onder leiding van het federale ministerie van buitenlandse zaken.
Tijdens dat overleg werd gestreefd naar een consensus omtrent het te verdedigen Belgische standpunt. Bij gebrek aan consensus werd de zaak aanhangig gemaakt bij de Interministeriële conferentie over het buitenlands beleid, waarin de federale overheid en de deelgebieden vertegenwoordigd waren. Raakte die er ook niet uit, dan verhuisde het dossier naar het Overlegcomité.
Het akkoord regelde voorts wie er namens België in de Europese ministerraden ging zetelen. In eerste instantie werden de taken verdeeld tussen enerzijds de federale overheid en anderzijds de deelstaten.

## Samenstelling
| Ambtsbekleder                                                     | Ambtsbekleder                  | Ambtsbekleder              | Ministerie                                                                            | Termijn                         | Partij |
| ----------------------------------------------------------------- | ------------------------------ | -------------------------- | ------------------------------------------------------------------------------------- | ------------------------------- | ------ |
|                                                                   |                                | Joseph Maraite (1949-2021) | Minister-president en minister Financiën, Volksgezondheid en Gezin, Sport en Toerisme | 13 november 1990 - 13 juni 1995 | CSP    |
| Minister Senioren, Internationale Relaties en Monumenten en Sites | 19 januari 1994 - 13 juni 1995 | Joseph Maraite (1949-2021) |                                                                                       |                                 | CSP    |
|                                                                   |                                | Bernd Gentges (1943)       | Minister Onderwijs en Vorming, Cultuur, Jeugd en Wetenschappelijk Onderzoek           | 13 november 1990 - 13 juni 1995 | PFF    |
|                                                                   |                                | Karl-Heinz Lambertz (1952) | Minister Media, Volwassenenonderwijs en Omscholing, Gehandicaptenbeleid en Welzijn    | 13 november 1990 - 13 juni 1995 | SP     |

### Herschikkingen
- Op 19 januari 1994 krijgt Joseph Maraite (CSP) er de bevoegdheden Senioren, Internationale Relaties en Monumenten en Sites bij.

Fagnoul · 
Maraite I · 
Maraite II · 
Maraite III · 
Lambertz I · 
Lambertz II · 
Lambertz III ·
Paasch I · 
Paasch II · 
Paasch III